# Alter Jaarsmoorgraben
Der Alte Jaarsmoorgraben ist ein ca. 100 Meter langer Graben in Hamburg-Eidelstedt.
Er verläuft in der Nähe der Kieler Straße und in der Nähe des Spielplatz Wiebelstraße.